# Stig Rålamb
Otto Stig Rålamb, född den 16 december 1872 i Näs församling i Uppsala län, död den 22 maj 1957 i Stockholm, var en svensk friherre och militär. Han var bror till Sigfrid och Erik Rålamb. 
Rålamb blev underlöjtnant vid Svea livgarde 1895 och löjtnant där 1897. Efter att ha genomgått Krigshögskolan 1898–1900 och instruktörskurs vid Gymnastiska centralinstitutet 1902–1903 blev han kapten vid regementet 1906. Rålamb var regementsadjutant 1903–1906, regementskvartermästare 1909–1912 och militärattaché i Paris 1915–1918. Han befordrades till major 1916, till överstelöjtnant vid Jämtlands fältjägarregemente 1922, vid Svea livgarde 1923, och till överste 1927. Rålamb blev riddare av Svärdsorden 1916 och av Vasaorden 1920.